# Kuejczou
Kuejczou (Guizhouⓘ, chiń. upr. 贵州; chiń. trad. 貴州; pinyin Gùizhōu; Wade-Giles Kuei-chou) – prowincja w południowych Chinach.
Stolica: Guiyang.
Główne miasta (poza stolicą): Zunyi, Anshun.

## Geografia
Większą część powierzchni zajmuje Wyżyna Junnan-Kuejczou (o wysokościach 1500–2000 m n.p.m.).
Charakteryzują ją ostre formy rzeźby, liczne kotliny śródgórskie i wcięte doliny rzek.
Występują tu silnie rozwinięte zjawiska krasowe.
Klimat zwrotnikowy, monsunowy.
Jest to obszar źródłowy licznych rzek.
Główną rzeką jest Wu Jiang.
Lasy zostały w minionych wiekach silnie wyniszczone i zajmują obecnie tylko mniej niż 10% powierzchni prowincji, głównie w górach. Rozległe tereny, na których lasy wytrzebiono, pokrywają zarośla bambusowe i nieużytki, na których rozwija się erozja gleb.

## Ludność
Ludność to głównie Chińczycy Han, ale są także mniejszości narodowe takie jak: Yao, Miao, Yi, Qiang, Dong, Zhuang, Buyei, Bai, Tujia, Gelao czy Shui.

## Gospodarka
Podstawą gospodarki jest rolnictwo, choć tylko 12% (w tym połowa jest sztucznie nawadniana) powierzchni jest uprawiana. Na górskich zboczach uprawa tarasowa.
Uprawa głównie ryżu i kukurydzy, ale także pszenicy, batatów, rzepaku, tytoniu, orzeszków ziemnych, trzciny cukrowej i herbaty.
Rozwinięte sadownictwo owoców cytrusowych.
Hodowla jedwabników.
Duże znaczenie ma także zbiór ziół lekarskich, kory dębu korkowego, nasion tungowca oraz pozyskiwanie laki i drewna.
Hodowla bydła i świń.
W przemyśle dominuje górnictwo.
Wydobycie węgla kamiennego, rud rtęci, cynku, ołowiu, manganu oraz boksytów i fosforytów.
Rozwinięte gałęzie przemysłu przetwórczego to: spożywczy, jedwabniczy, maszynowy i chemiczny; ponadto hutnictwo żelaza i metali nieżelaznych.
Także rzemieślnicza tradycja produkcji papieru, cukru trzcinowego, szkła i porcelany.
Główne ośrodki przemysłowe to Guiyang i Zunyi
W transporcie główną rolę odgrywa transport samochodowy.

## Podział administracyjny
| Mapa                        | Lp.         | Nazwa                  | Chiński                             | Hanyu pinyin          | Siedziba |
| --------------------------- | ----------- | ---------------------- | ----------------------------------- | --------------------- | -------- |
|                             |             |                        |                                     |                       |          |
| — Prefektury miejskie —     |             |                        |                                     |                       |          |
| 1                           | Bijie       | 畢節市                 | Bìjíe Shì                           | Dzielnica Qixingguan  |          |
| 2                           | Zunyi       | 遵义市                 | Zūnyì Shì                           | Dzielnica Honghuagang |          |
| 3                           | Tongren     | 銅仁市                 | Tóngrén Shì                         | Dzielnica Bijiang     |          |
| 4                           | Liupanshui  | 六盘水市               | Liùpánshuǐ Shì                      | Dzielnica Zhongshan   |          |
| 5                           | Anshun      | 安順市                 | Ānshùn Shì                          | Dzielnica Xixiu       |          |
| 6                           | Guiyang     | 貴陽市                 | Guìyáng Shì                         | Dzielnica Yunyan      |          |
| — Prefektury autonomiczne — |             |                        |                                     |                       |          |
| 7                           | Qianxinan   | 黔西南布依族苗族自治州 | Qiánxīnán Bùyīzú Miáozú Zìzhìzhōu   | Xingyi                |          |
| 8                           | Qiannan     | 黔南布依族苗族自治州   | Qiánnán Bùyīzú Miáozú Zìzhìzhōu     | Duyun                 |          |
| 9                           | Qiandongnan | 黔東南苗族侗族自治州   | Qiándōngnán Miáozú Dòngzú Zìzhìzhōu | Kaili                 |          |